# Half an Hour
Half an Hour er en amerikansk stumfilm fra 1920 af Harley Knoles.

## Medvirkende
- Dorothy Dalton som Lady Lillian Garson
- Charles Richman som Richard Garson
- Albert L. Barrett som Hugh Paton
- Frank Losee som Dr. George Brodie
- H. Cooper Cliffe